# Érsekújvár vasútállomás
Érsekújvár vasútállomás egy szlovákiai vasútállomás, amit a ŽSR üzemeltet.

## Forgalom
| Járat                         | Útvonal | Gyakoriság |
| ----------------------------- | --- | ---------- |
| Metropolitan EuroCity         | Budapest-Nyugati – Vác – Nagymaros-Visegrád – Szob – Štúrovo (Párkány) – Nové Zámky (Érsekújvár) – Bratislava hl.st. (Pozsony) – Kúty (Jókút) – Břeclav – Brno hl.n. (– Česká Třebová) – Pardubice hl.n. – Kolín – Praha hl.n. | 2 óránként |
| Hungária EuroCity             | Budapest-Nyugati – Vác – Nagymaros-Visegrád – Szob – Štúrovo (Párkány) – Nové Zámky (Érsekújvár) – Bratislava hl.st. (Pozsony) – Kúty (Jókút) – Břeclav – Brno hl.n. – Praha hl.n. | Napi 1 pár |
| Báthory EuroCity              | Budapest-Nyugati – Vác – Nagymaros-Visegrád – Szob – Štúrovo (Párkány) – Nové Zámky (Érsekújvár) – Bratislava hl.st. (Pozsony) – Kúty (Jókút) – Břeclav – Hodonín – Staré Město – Otrokovice – Přerov – Hranice – Ostrava-Svinov – Ostrava hl.n. – Bohumín – (Cracovia EuroCity közvetlen kocsikkal: Zebrzydowice – Racibórz – Gliwice – Zabrze – Katowice – Mysłowice – Jaworzno Szczakowa – Trzebinia – Krzeszowice – Kraków Główny) – Chałupki – Wodzisław Śląski – Rybnik – Tychy – Katowice – Sosnowiec Główny – Dąbrowa Górnicza – Zawiercie – Włoszczowa Północ – Opoczno Południe – Warszawa Zachodnia – Warszawa Centralna – Warszawa Wschodnia – Mińsk Mazowiecki – Siedlce – Łuków – Międzyrzec Podlaski – Biała Podlaska – Terespol | szünetel   |
| Metropol EuroNight / nightjet | Budapest-Nyugati – Vác – Štúrovo – Nové Zámky – Bratislava hl.st. – Kúty – Břeclav (közvetlen kocsik Wien Hauptbahnhof felől és Praha hl.n. felé) – Ostrava-Svinov – Ostrava hl.n. – Bohumín (közvetlen kocsik Kraków Główny felé) – Chałupki – Racibórz – Kędzierzyn-Koźle – Opole Główne – Wrocław Główny – Głogów – Zielona Góra – Rzepin – Frankfurt (Oder) – Berlin Ostbahnhof – Berlin Hauptbahnhof – Berlin-Charlottenburg | Napi 1 pár |

## Vasútvonalak
Az állomáson az alábbi vasútvonalak haladnak keresztül:
- Pozsony–Párkány-vasútvonal (ŽSR 130)
- Komárom–Érsekújvár-vasútvonal (ŽSR 135)
- Érsekújvár–Privigye-vasútvonal (ŽSR 140)
- Érsekújvár–Zólyom-vasútvonal (ŽSR 150)
- Érsekújvár–Aranyosmarót-vasútvonal (ŽSR 151)